# Michał Szalast
Michał Szalast (ur. 7 września 1979 w Bytomiu) – polski fotograf i filmowiec dokumentalista. Działa w Polsce i Czechach. Związany z Górnym Śląskiem.

## Życiorys
Skończył studia historyczne na Uniwersytecie Śląskim w Katowicach. Pracował jako publicysta, pedagog i kurator wystaw. Był fotoreporterem „Dziennika Zachodniego” i katowickiej redakcji „Super Expressu”, „East News”, „Forum” i Polskiej Agencji Prasowej.
Zajmuje się głównie fotografią i filmem dokumentalnym. Dokumentował m.in. Letnie Igrzyska Olimpijskie w Pekinie (2008), albinosów i czarną społeczność mieszkającą nad jeziorem Wiktorii (efekt wyprawy na wyspę Ukerewe w Tanzanii w 2022), rytuały religijne Andaluzji, strategie przetrwania Masajów, społeczność żydowską w Polsce (chasydzi w Lelowie i Nakle Śląskim) i górniczą na Górnym Śląsku. W pracy korzysta z tradycji fotografii humanistycznej, łącząc ją z subiektywnym dokumentem. Często fotografuje w bieli i czerni, operując kontrastem, gruboziarnistością oraz kontrapunktami świateł i cieni. Stawia na obrazową kompozycję, symbolikę i metaforyczność motywów pokazywanych na fotografiach.
Laureat konkursów fotografii prasowej organizowanych przez BZ WBK Press Photo i Silesian Press Photo. Jest jurorem konkursów fotograficznych i członkiem Związku Polskich Artystów Fotografików (Okręg Śląski). Realizuje teledyski do piosenek (koncepcja, montaż, video). Największy tego typu projekt przeprowadził charytatywnie dla hospicjum dla dzieci na Litwie. Tworzy reportaże filmowe. Uczestniczy w festiwalach fotograficznych. Występuje na konferencjach, wygłasza prelekcje, jest gościem spotkań autorskich.
Jest wykładowcą w Instytucie Kreatywnej Fotografii na Uniwersytecie Śląskim w Opawie, jednym z czterech Polaków pracujących w tej uczelni. Wcześniej studiował na tej uczelni. Prowadzi zajęcia z historii filmu oraz podstaw pracy z wideo. Popularyzuje historię instytutu.

## Publikacje
W 2013 współtworzył rozdział w publikacji o albinosach w Tanzanii. Napisał teksty do publikacji powystawowych Krzysztofa Gołucha (Co siódmy, Ruda Śląska 2017; Hotel, Białystok 2021). W publikacji podsumowującej projekt W lustrze fotografii. O fotografii na Śląsku po 2010 opisał historię współczesnej fotografii na Śląsku. Jest współautorem katalogów wystaw, których był kuratorem. W 2023 wydał album ze zdjęciami z wystawy o albinosach z tekstem Vladimíra Birgusa. Jego fotografie publikowano w pracach zbiorowych.

## Wystawy

### Indywidualne
- Michał Szalast, Albino, Le Mois international de la Photographie éclectique de Dol-de-Bretagne, 2013
- Michał Szalast, Albinos of Tanzania, Galeria Katowice ZPAF, Katovice, 2016[2]
- Michał Szalast, Albinosi – Ludzie ze światła, Galeria Sztukateria, Knurów, 2018[62]
- Michał Szlast, Albinosi, Muzeum Historii Katowic, 2019[63][13]
- Michał Szalast, Aquanautica, XII Festiwal Fotografii Plener 2020 # Przełom w Żorach, 2022[64]
- Michał Szlast, Albíni, Galeria 400 ASA w Pradze, 2022[6]
- Michał Szalast, Albíni, Galeria KUPE w Opawie, 2023[59]

### Zbiorowe
- Wystawa Bezdomnej, galeria Szyb Wilson, Katowice 2002
- Portréty, galeria MDK nr 1 Bytom, 2003
- I Wystawa Zbiorowa ŚTF – Galeria ZPAF „Na piętrze”, Katovice, 2003
- Muzyka i Fotografia, Świetochłowice, 2003
- II Wystawa Zbiorowa ŚTF – Galeria ZPAF „Na piętrze”, Katovice, 2006
- O czym nie chcemy zapomnieć, Siemianowice Śląskie, 2014
- III Wystawa Zbiorowa ŚTF, Katovice 2014
- Impromptus photographiques, Midi Libre, Montpellier, 2015
- Fotografia jak pamięć bezcenna – Portrety, wystawa ŚTF, Galeria Andromeda, Tychy, 2015
- wystawa pokonkursowa BZWBK PRESS PHOTO 2014, Galeria Szyb Wilson, Katovice, 2015
- Linie Papilarne, Galeria Katowice ZPAF, Katovice 2015
- INT/EXT, Institut tvůrčí fotografie, Slezská univerzita v Opavě, Festival Transphotographiques, Palace Rihour, Lille, 2018
- Mezičas – Institut tvůrčí fotografie FPF SU – klauzurní a diplomové práce 2018, Dům umění, Opava, 2019.
- Ďaleko – Blízko, Institut tvůrčí fotografie SU Opava, Stredoeurópsky dom fotografie, Bratislava, 2019[2]
- Instytut Twórczej Fotografii Uniwersytetu Śląskiego w Opawie. Trzy dekady, Galeria Sztuki Współczesnej BWA w Katowicach, 2021[65][66]
- 32. MESIAC FOTOGRAFIE, Bratislava, 2022[67]

### Kuratorstwo i współkuratorstwo
- Krzysztof Gołuch, Co siódmy, Muzeum Miejskie, Ruda Śląska, 2017
- Krzysztof Gołuch, Co siódmy, galeria Sztukateria, Knurów, 2017
- David Macháč + Krzysztof Gołuch, Umění nás spojuje, Prudnik, 2018
- Krzysztof Gołuch, Co siódmy, Galeria Katowice ZPAF, Katovice 2018[2]
- Made in Opava. Polscy studenci Instytutu Twórczej Fotografii Uniwersytetu Ślaşkiego w Opawie, Galeria Sleńdzińskich w Białymstoku, 2019[68]
- Instytut Twórczej Fotografii Uniwersytetu Śląskiego w Opawie. Trzy dekady, Galeria Sztuki Współczesnej BWA w Katowicach, 2021[66]
- Opawska szkoło fotografii, Galeria Sztuki Współczesnej w Opolu, 11. Opolski Festiwal Fotografii, 2021[69]
- „Po trzydziestce”. 30 lat Instytutu Twórczej Fotografii Uniwersytetu Śląskiego w Opawie, Galeria Muzeum Miejskiego Café Silesia w Zabrzu, 2021[70]
- Wspólna Opawa / Common Opava, Fotofestiwal Łódź, Off Piotrkowska, 2022[71]
- Arkadiusz Gola, Nieznany Dworzec, Miejska Biblioteka Publiczna w Rudzie Śląskiej, 2019[2].